# Республіка Бангсаморо
Республіка Бангсаморо, (United Federated States of Bangsamoro Republik) — недовготривала невизнана держава, що мала на меті вийти зі складу Філіппін. Нур Місуарі, голова Фронту національного звільнення Моро (ФНЗМ), що веде боротьбу за незалежність або автономію мусульманських провінцій, 27 липня 2013 року видав декларацію про незалежність Бангсаморо. Столицею республіки було оголошено Давао-Сіті.
За Місуарі, територія республіки охоплює острови Басілан, Мінданао, Палаван, Сулу і Таві-Таві, місця традиційного проживання бангсаморо. Але речник Місуарі Emmanuel Fontanilla, зазначив, що країна також включає в себе штати Малайзії Сабах і Саравак.
Проте після поразки ФНЗМ 28 вересня 2013 року під Замбоанга, держава практично перестала існувати. Хоча ФНЗМ не відмовилась від ідеї незалежності Республіки Бангсаморо.